# Mario Morra
Mario Morra (Roma, 1935 – Castelnuovo di Porto, 11 ottobre 2024) è stato un montatore, regista e sceneggiatore italiano.

## Biografia
Lavorò come montatore in oltre 80 film sin dagli anni cinquanta, svolgendo la sua attività accanto a grandi nomi quali Pasquale Festa Campanile, Steno, Giuseppe Tornatore; fu sporadicamente attivo anche per la televisione.
Durante gli anni settanta e ottanta si concentrò sul genere dei Mondo movie, in alcuni casi sia come regista che come sceneggiatore, spesso in coppia con Antonio Climati.

## Filmografia

### Regista e sceneggiatore
- Ultime grida dalla savana, co-regia con Antonio Climati (1976)
- Savana violenta, co-regia con Antonio Climati (1976)
- Formula uno, febbre della velocità, co-regia con Ottavio Fabbri e Oscar Orefici (1978)
- Dolce e selvaggio, co-regia con Antonio Climati (1983)
- Dimensione violenza (1984)

### Regista
- Un sorriso, uno schiaffo, un bacio in bocca (1976)

### Sceneggiatore
- Turbo Time, regia di Antonio Climati (1983)

### Montatore

#### Cinema
- Brigata di fuoco (The Glory Brigade ), regia di Robert D. Webb (1953)
- Mondo cane 2, regia di Gualtiero Jacopetti, Franco E. Prosperi (1963)
- Il pelo nel mondo, regia di Antonio Margheriti, Marco Vicario (1964)
- Gringo, getta il fucile! (El aventurero de Guaynas), regia di Joaquín Luis Romero Marchent (1966)
- La battaglia di Algeri, regia di Gillo Pontecorvo (1966)
- 7 pistole per i MacGregor, regia di Franco Giraldi (1966)
- I bastardi, regia di Duccio Tessari (1968)
- Uno scacco tutto matto, regia di Roberto Fizz (1968)
- Il professor Matusa e i suoi hippies, regia di Luigi de Maria (1968)
- Comandamenti per un gangster, regia di Alfio Caltabiano (1968)
- Rose rosse per il führer, regia di Fernando Di Leo (1968)
- Stuntman, regia di Marcello Baldi (1968)
- Queimada, regia di Gillo Pontecorvo (1969)
- L'isola, regia di Alberto Cima (1969)
- Brucia ragazzo, brucia, regia di Fernando Di Leo (1969)
- Il delitto del diavolo, regia di Tonino Cervi (1970)
- Anonimo veneziano, regia di Enrico Maria Salerno (1970)
- La morte risale a ieri sera, regia di Duccio Tessari (1970)
- Contestazione generale, regia di Luigi Zampa (1970)
- Germania 7 donne a testa, regia di Paolo Cavallina e Stanislao Nievo – documentario (1970)
- Quella piccola differenza, regi di Duccio Tessari (1970)
- La corta notte delle bambole di vetro, regia di Aldo Lado (1971)
- La tarantola dal ventre nero, regia di Paolo Cavara (1971)
- La casa delle mele mature, regia di Pino Tosini (1971)
- Bello, onesto, emigrato Australia sposerebbe compaesana illibata, regia di Luigi Zampa (1971)
- Forza "G", regia di Duccio Tessari (1971)
- Il merlo maschio, regia di Pasquale Festa Campanile (1971)
- La prima notte di quiete, regia di Valerio Zurlini (1972)
- Il tema di Marco, regia di Massimo Antonelli (1972)
- Dimmi, dove ti fa male? (Where Does It Hurt?), regia di Rod Amateau (1972)
- Una cavalla tutta nuda, regia di Franco Rossetti (1972)
- Così sia, regia di Alfio Caltabiano (1972)
- Los amigos, regia di Paolo Cavara (1972)
- Tony Arzenta - Big Guns, regia di Duccio Tessari (1973)
- L'emigrante, regia di Pasquale Festa Campanile (1973)
- Gli eroi, regia di Duccio Tessari (1973)
- Cari genitori, regia di Enrico Maria Salerno (1973)
- Ming, ragazzi!, regia di Antonio Margheriti (1973)
- Rugantino, regia di Pasquale Festa Campanile (1973)
- Pane e cioccolata, regia di Franco Brusati (1973)
- Virilità, regia di Paolo Cavara (1974)
- Uomini duri, regia di Duccio Tessari (1974)
- I guappi, regia di Pasquale Squitieri (1974)
- La sculacciata, regia di Pasquale Festa Campanile (1974)
- L'uomo senza memoria, regia di Duccio Tessari (1974)
- Ultime grida dalla savana, regia di Antonio Climati e Mario Morra (1975)
- Un prete scomodo, regia di Pino Tosini (1975)
- Piedone a Hong Kong, regia di Steno (1975)
- El Zorro - La belva del Colorado, regia di René Cardona Jr. (1975)
- La polizia interviene: ordine di uccidere, regia di Giuseppe Rosati (1975)
- Una donna chiamata Apache, regia di Giorgio Mariuzzo (1976)
- Savana violenta, regia di Antonio Climati e Mario Morra – documentario (1976)
- La madama, regia di Duccio Tessari (1976)
- Con la rabbia agli occhi, regia di Antonio Margheriti (1976)
- Cara sposa, regia di Pasquale Festa Campanile (1977)
- Piedone l'africano, regia di Steno (1978)
- Le facce della morte (Faces of Death), regia di John Alan Schwartz – edizione italiana, documentario (1979)
- Tesoromio, regia di Giulio Paradisi (1979)
- Ogro, regia di Gillo Pontecorvo (1979)
- L'umanoide, regia di Adriano Bolzoni (1979)
- Banana Republic, regia di Ottavio Fabbri – documentario (1979)
- La vita è bella, regia di Grigori Chukhraj (1979)
- Dedicato al mare Egeo, regia di Masuo Ikeda (1979)
- Piedone d'Egitto, regia di Steno (1980)
- Messico in fiamme, regia di Sergej Bondarčuk (1982)
- Roma dalla finestra, regia di Masuo Ikeda (1982)
- Dolce e selvaggio, regia di Antonio Climati e Mario Morra (1983)
- Turbo Time, regia di Antonio Climati (1983)
- Wild Beasts - Belve feroci, regia di Franco Prosperi (1984)
- Dimensione violenza, regia di Mario Morra (1984)
- Inferno in diretta, regia di Ruggero Deodato (1985)
- Il camorrista, regia di Giuseppe Tornatore (1986)
- Nuovo Cinema Paradiso, regia di Giuseppe Tornatore (1988)
- Se lo scopre Gargiulo, regia di Elvio Porta (1988)
- Stanno tutti bene, regia di Giuseppe Tornatore (1990)
- C'era un castello con 40 cani, regia di Duccio Tessari (1990)
- Arrivederci Roma, regia di Clive Donner (1990)
- Beyond Justice, regia di Duccio Tessari (1992)

#### Televisione
- Nero Wolfe, regia di Giuliana Berlinguer – miniserie TV (1970-1971)
- Il cugino americano, regia di Giacomo Battiato – film TV (1986)
- Il segreto del Sahara, regia di lberto Negrin – miniserie TV (1988)
- Il gorilla (Le gorille) – serie TV, episodio 1x04 (1990)
- Donna d'onore (Vendetta: Secrets of a Mafia Bride), regia di Stuart Margolin – miniserie TV (1991)
- La montagna dei diamanti (Mountain of Diamonds), regia di Jeannot Szwarc – miniserie TV (1991)

### Produttore
- Ultime grida dalla savana, regia di Antonio Climati e Mario Morra (1975)